# Championnats de France de course verticale
Les championnats de France de course verticale (anciennement championnats de France de kilomètre vertical) sont organisés tous les ans par la Fédération française d'athlétisme (FFA) et désignent les champions de France de la catégorie.

## Règlementation
Le parcours de l'épreuve de type kilomètre vertical doit consister en une pente ascensionnelle minimale de 25 % et doit comporter un minimum de 1 000 m de dénivelé. Les bâtons sont autorisés sauf dispositions particulières de l'organisation.

## Histoire
La première édition a lieu le 11 juillet 2012 dans le cadre du kilomètre vertical de Manigod. Le fondeur Adrien Mougel termine deuxième derrière le Catalan Kílian Jornet et remporte le titre. Christel Dewalle s'impose aisément chez les femmes.
Prévus dans le cadre du kilomètre vertical Face de Bellevarde, l'édition 2020 est annulée en raison de la pandémie de Covid-19.

## Palmarès
| Édition | Date             | Ville                | Gagnant                                              | Gagnante                                             |
| ------- | ---------------- | -------------------- | ---------------------------------------------------- | ---------------------------------------------------- |
| 1re     | 11 juillet 2012  | Manigod              | Adrien Mougel                                        | Christel Dewalle                                     |
| 2e      | 29 juin 2013     | Saint-Martin-Vésubie | Raymond Fontaine                                     | Chantal Baillon                                      |
| 3e      | 15 juin 2014     | Villard-Reculas      | Emmanuel Meyssat                                     | Christel Dewalle                                     |
| 4e      | 12 juillet 2015  | Aulus-les-Bains      | Jean-François Philipot                               | Adelaïde Panthéon                                    |
| 5e      | 16 juillet 2016  | Manigod              | Jean-François Philipot                               | Christel Dewalle                                     |
| 6e      | 12 août 2017     | Méribel Les Allues   | Xavier Gachet                                        | Mélanie Jeannerod                                    |
| 7e      | 9 septembre 2018 | Saint-Lary-Soulan    | Camille Caparros                                     | Christel Dewalle                                     |
| 8e      | 16 juin 2019     | Vallouise            | Camille Caparros                                     | Christel Dewalle                                     |
| —       | 12 juillet 2020  | Val-d'Isère          | Édition annulée en raison de la pandémie de Covid-19 | Édition annulée en raison de la pandémie de Covid-19 |
| 9e      | 11 juillet 2021  | Val-d'Isère          | Yves Heloury                                         | Christel Dewalle                                     |
| 10e     | 13 août 2022     | Méribel              | Yoann Sert                                           | Christel Dewalle                                     |
| 11e     | 5 août 2023      | Orcières             | Yoann Sert                                           | Christel Dewalle                                     |
| 12e     | 5 juillet 2025   | Val-d'Isère          | Frédéric Tranchand                                   | Christel Dewalle                                     |